# Rustichello
Rustichello, italiensk författare, som var medfånge till Marco Polo ca 1298. Han är främst känd för att han skrev Marco Polos biografi tillsammans med honom under den tid de satt fängslade tillsammans i Genua. 
Han hade fängslats under Slaget vid Meloria 1284, under en konflikt mellan Republiken Genua och hans hemstad Pisa. Efter att Marco Polo fängslats omkring 1298 efter en konflikt mellan Genua och Venedig (enligt traditionen var det vid Slaget vid Curzola), dikterade han berättelserna om sina resor för Rustichello, och tillsammans skrev de boken Il Milione, eller Marco Polos resor
Rustichello hade tidigare skrivit en bok om Kung Artur på franska, känd som Roman de Roi Artus utifrån en bok i Edward I av Englands ägo. Edward I reste genom Italien för att strida i det åttonde korståget 1272, och Rustichello tjänade vid hans hov under många år. Boken delades senare upp i två delar, uppkallade efter deras huvudprotagonister, Meliadus (Tristans far) och Guiron le Courtois; de var populära i flera hundra år och kom att influera verk på franska, spanska, italienska och till och med grekiska.